# Хуан Баутіста Еґускіса
Хуан Баутіста Еґускіса (ісп. Juan Bautista Luis Egusquiza Isasi; 25 серпня 1845, Асунсьйон — 24 серпня 1902) — парагвайський військовий, президент Парагваю.

## Життєпис
Народився у 1845 в Асунсьйоні; його батьками були Каміло Егускіса та Ісабель Ісасі. Навчався в Аргентині і Уругваї, серед його однокласників був майбутній президент Аргентини Хуліо Рока. Повернувся до Парагваю після Парагвайської війни. Робив кар'єру в армії, в 1892 здобув звання бригадного генерала.
З лютого по березень і з жовтня по листопад 1891 очолював міністерство внутрішніх справ.
З січня по квітень 1894 був міністром армії і флоту в уряді Хуана Гуальберто Гонсалеса.
У червні 1894 змусив президента Гонсалеса піти у відставку, а у листопаді сам став президентом. Прагнучи забезпечити мир у країні, склав уряд цілком з цивільних осіб, що належали до різних політичних течій. Під час правління Егускіси тривала суперечка з Болівією відносно приналежності регіону Чако.